# De tal palo tal astilla
De tal palo tal astilla es una película de comedia musical y wéstern mexicana de 1960, dirigida por Miguel M. Delgado y protagonizada por Eulalio González "Piporro", Luis Aguilar, Flor Silvestre y Marina Camacho. Esta es la única película en la que González y Aguilar hacen papeles dobles (como lo hicieron Viruta y Capulina en La cigüeña distraída (1966), cuyo argumento y secuencia son similares y/o diferentes).

## Argumento
Miguel Marmolejo de Jalisco y Gumaro Malacara del Norte, dos sheriffs de un pueblo en México, viven en constantes disputas por las diferencias entre ambos; géneros musicales, forma de hablar y de vestir. Ambos encuentran el amor, Miguel con Elena y Gumaro con Rosa. Los dos se casan con su respectiva amada y tiempo después cada pareja tiene un hijo, pero la noche en que ambas mujeres dan a luz, un bandido ataca al pueblo y provoca que la partera doña Eulalia se equivoque al entregarles a sus hijos. El tiempo pasa y los niños crecen, con sus padres dándose cuenta de que algo extraño sucede con ellos, ya que tienen gustos distintos a los de sus progenitores.

## Reparto
- Eulalio González "Piporro" como Gumaro Malacara
- Luis Aguilar como Miguel Marmolejo
- Flor Silvestre como Elena
- Marina Camacho como Rosa
- León Barroso como Sóstenes Morales
- José «El Ojón» Jasso como Cantinero
- Roberto Meyer como juez
- Armando Gutiérrez como Notario
- José Chávez como Chalío
- Francisco Meneses como Amigo de Miguel
- Carlos Guarneros como Mensajero de Chalío
- Aurelio Salinas
- Lupe Carriles como Doña Eulalia
- Armando Acosta como Charro
- Marco Antonio Arzate como Hombre en cantina
- Abel Cureño como Empleado de Miguel
- Emilio Garibay como Gerencio García
- Elodia Hernández como Doña María
- Graciela Lara como Mesera de cantina
- Vicente Lara como Esbirro de Chalío
- Margarito Luna como Esbirro de Chalío
- José Muñoz como Empleado
- Rubén Márquez como Pueblerino
- José Pardavé como Pueblerino
- Ángela Rodríguez como Mujer en baile
- Salvador Terroba como Pueblerino sangrón
- Rafael Torres como Repartidor de juego en cantina

## Canciones
- El Mariachi, escrita por Pepe Guízar
- Mi Carcajada, escrita por Rafael Vázquez e interpretada por Flor Silvestre
- La Borrachera escrita por Eulalio González ('Piporro')
- Natalio Reyes Colas, escrita por Eulalio González ('Piporro')
- Cocula, escrita por Manuel Esperón y Ernesto Cortázar
- Hay Jalisco No Te Rajes, escrita por Manuel Esperón y Ernesto Cortázar
- Arriba El Norte, escrita por Felipe Bermejo
- Viva Mexico, escrita por Pedro Galindo
- Que Bonito Amor, escrita por José Alfredo Jiménez